# رودولفو سانشيز
رودولفو سانشيز (27 مايو 1969 في كوبا - ) هو لاعب كرة طائرة كوبا. شارك في الألعاب الأولمبية الصيفية 1996 والألعاب الأولمبية الصيفية 1992.

## وصلات خارجية
- رودولفو سانشيز على موقع اللجنة الأولمبية الدولية (الإنجليزية)
- رودولفو سانشيز على موقع أوليمبيديا (الإنجليزية)